# Toni Cantó
Toni Cantó, nato Antonio Cantó García del Moral (Valencia, 14 gennaio 1965), è un attore e politico spagnolo.

## Filmografia parziale

### Cinema
- I peggiori anni della nostra vita (Los peores años de nuestra vida), regia di Emilio Martínez Lázaro (1994)
- Tiempos mejores, regia di Jordi Grau (1995)
- Pon un hombre en tu vida, regia di Eva Lesmes (1996)
- Tu nombre envenena mis sueños, regia di Pilar Miró (1996)
- Tutto su mia madre (Todo sobre mi madre), regia di Pedro Almodóvar (1999)
- Eres mi héroe, regia di Antonio Cuadri (2003)
- Óscar. Una pasión surrealista, regia di Lucas Fernández (2008)
- La partida, regia di Antonio Hens (2013)
- Amigo, regia di Óscar Martín (2019)

### Televisione
- Mar de dudas - serie TV, 13 episodi (1995)
- Querido maestro - serie TV, 11 episodi (1998)
- La ley y la vida - serie TV, 13 episodi (2000)
- De moda - serie TV, 23 episodi (2004-2005)
- 7 vidas - serie TV, 62 episodi (1999-2006)
- En buena compañía - serie TV, 12 episodi (2006)
- Pareja en prácticas - serie TV, 17 episodi (2007)
- 700 euros - serie TV, 16 episodi (2008)
- Un golpe de suerte - serie TV, 59 episodi (2009)
- Vida loca - serie TV, 20 episodi (2011)
- Amar en tiempos revueltos - serie TV, 251 episodi (2015-2016)

## Attività politica
Dal dicembre 2011 all'aprile 2015 e nuovamente dal gennaio 2016 al marzo 2019 è stato membro del Congresso dei Deputati. Dal maggio 2019 al marzo 2021 è stato membro delle Corti Valenciane. È stato un esponente di diversi partiti, ovvero Ciudadanos (2006-2007 e 2015-2021), Unione Progresso e Democrazia (2008-2015) e Partito Popolare (dal 2021).